# رايت آر-2600 توين سيكلون
رايت آر-2600 سيكلون 14 (يُسمى أيضاً توين سيكلون وتعني سيكلون المزدوج) محرك شعاعي أمريكي، صُنع بواسطة كورتيس رايت واستُخدم في الطائرات على نطاق واسع في ثلاثينيات وأربعينيات القرن العشرين.

## التاريخ
بدأت شركة كورتيس رايت في عام 1936 العمل على طراز أكثر قوة من محركها الناجح أر-1820 سيكلون 9، وكانت النتيجة هي ظهور محرك أر-2600 توين سيكلون المكون من 14 أسطوانة مُرتبة في صفين.
صُنِع الطراز أر-2600-3 البالغة قدرته 1600 حصان (1200 كيلو وات) خصيصاً لطائرة سي-46 كوماندو (رُكِب في النموذج سي دبليو-20 ايه)، كما كان هو الاختيار الأساسي لتشغيل طائرة إف 6 إف هيلكات.
أدت تعديلات خلال إنتاج المحرك لطائرة سي دبليو-20 ايه، وآخر في نهاية أبريل عام 1942 لطائرة إكس إف 6 إف، لاستخدام محرك برات أند ويتني أر-2800 البالغة قدرته 2000 حصان (1500 كيلو وات)، بدلاً من تصميمي محرك توين سيكلون.
شغل محرك توين سيكلون العديد من الطائرات الأمريكية الهامة فيالحرب العالمية الثانية، مثل:
- ايه-20 هافوك
- بي-25 ميتشل
- تي بي إف أفنجر
- اس بي 2 سي هيلدريفر
- مارتن بي بي إم مارينر

صُنع أكثر من 50000 محرك في مصانع في باترسون وسينسيناتي.

## الطرازات
- أر-2600-1:  1600 حصان (1194 كيلو وات).
- أر-2600-3:  1600 حصان (1194 كيلو وات).
- أر-2600-6:  1600 حصان (1194 كيلو وات).
- أر-2600-8: 1700 حصان (1268 كيلو وات).
- أر-2600-9: 1700 حصان (1268 كيلو وات).
- أر-2600-12: 1700 حصان (1268 كيلو وات).
- أر-2600-13: 1700 حصان (1268 كيلو وات).
- أر-2600-19: 1600 حصان (1194 كيلو وات)، و1660 حصان (1237 كيلو وات).
- أر-2600-20: 1700 حصان (1268 كيلو وات)، و1900 حصان (1420 كيلو وات).
- أر-2600-22: 1900 حصان (1420 كيلو وات).
- أر-2600-23: 1600 حصان (1194 كيلو وات).
- أر-2600-20: 1700 حصان (1268 كيلو وات)، و1850 حصان (1380 كيلو وات).
- جي أر-2600-ايه 5 بي: 1500 حصان (1118 كيلو وات)، و1700 حصان (1268 كيلو وات).
- جي أر-2600-ايه 71: 1300 حصان (969 كيلو وات).
- جي أر-2600-سي 14: 1750 حصان (1304 كيلو وات).

## التطبيقات
- بوينغ 314 كليبر
- بروستر اس بي 2 ايه بوكانير
- كورتيس اس بي 2 سي هيلدريفر
- دوغلاس ايه-20 هافوك
- Douglas B-23 Dragon
- غرومان تي بي إف أفنجر
- لوار وأوليفير ليو 451
- مارتن بالتيمور
- مارتن بي إم بي مارينير
- ميلز مونيتور
- نورث أمريكان بي-25 ميتشل
- فولتي ايه-31 فينجيانس

## المواصفات (جي أر-2600-سي 14 بي بي)

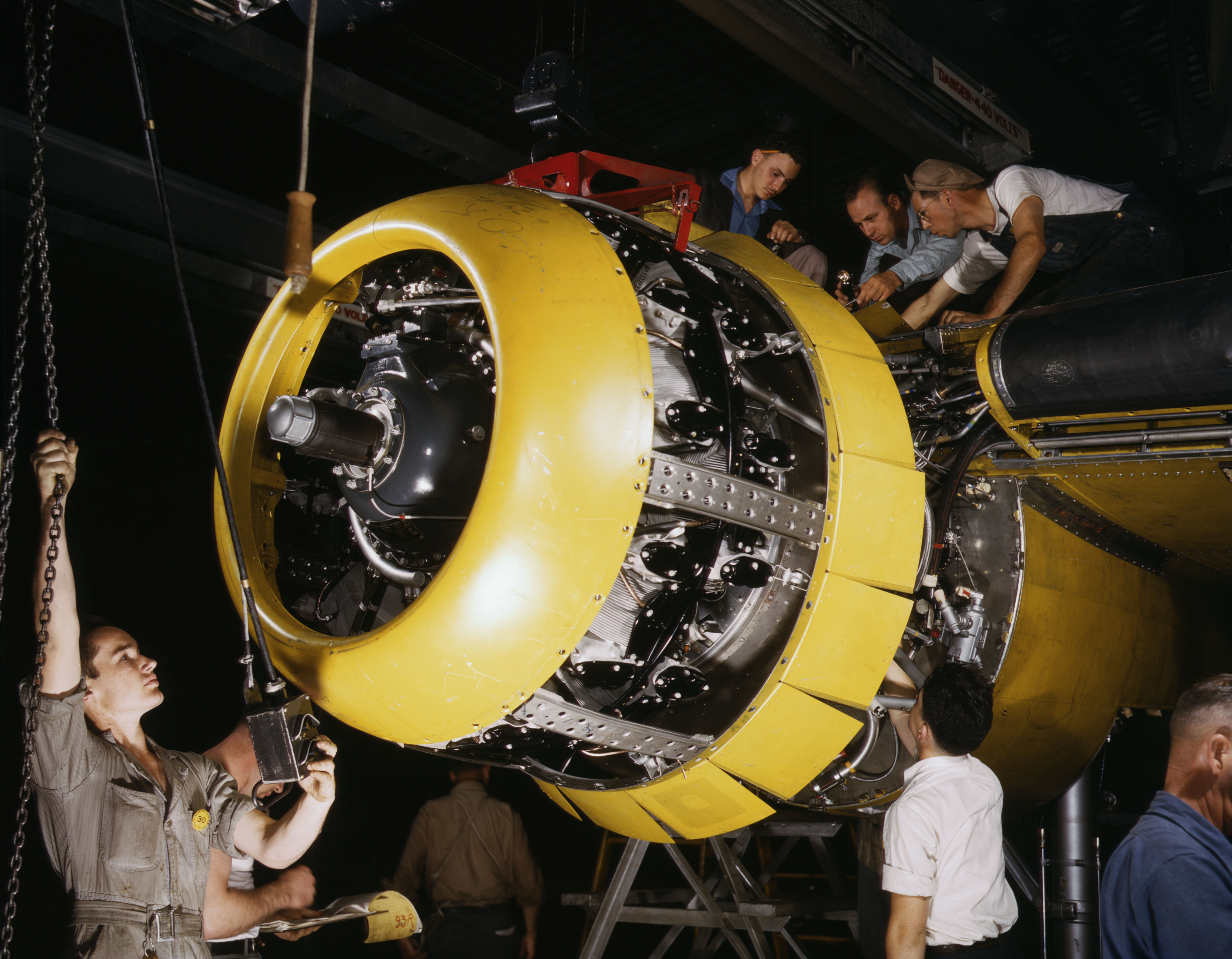
محرك رايت آر-2600 سيكلون، يتم تركيبه في طائرة نورث أمريكان بي-25 ميتشل في نورث أمريكان للطيران في إنجلوود في كاليفورنيا.

### مواصفات عامة
- النوع: محرك طائرة شعاعي مكون من 14 أسطوانات موضوعة في صفين، ومزود بشاحن توربيني فائق ويُبرد بالهواء.
- قطر الأسطوانة: 155.6 مم.
- الشوط: 160.2 مم.
- سعة المحرك: 42.7 لتر.
- الطول: 157.6 سم.
- القطر: 139.7 سم.
- الوزن الصافي: 930 كجم.

### المكونات
- سلسة صمامات: صمامان لكل أسطوانة، يتم تحريكهم بواسطة أعمدة دفع، ويكون صمام العادم مطلي بالصوديوم لتبريده.
- شاحن توربيني فائق: شاحن توربيني فائق طارد مركزي مرحلة واحدة وثنائي السرعة. قطر المروحة 280 مم، ونسبة ترس السرعة 1:7.06 عند السرعة المنخفضة و1:10.06 عند السرعة المرتفعة.
- نظام الوقود: مكربن طراز سترومبرج بي أر 48 ايه، مُزود بتحكم آلي في الخليط.
- نظام التزييت: حوض جاف، مُزود بمضخة ضغط ومضختين تنظيف (كسح).
- نظام التبريد: تبريد بالهواء.

### الأداء
- القدرة الناتجة:
  - 1750 حصان (1305 كيلو وات) عند 2600 دورة/دقيقة في حالة الاستخدام العسكري عند ارتفاع 975 متر.
  - 1450 حصان (1080 كيلو وات) عند 2600 دورة/دقيقة في حالة الاستخدام العسكري عند ارتفاع 4575 متر.
- كثافة القدرة: 0.67 حصان/بوصة مكعبة (30.6 كيلو وات/لتر).
- نسبة الانضغاط: 1:6.9
- نسبة القدرة إلى الوزن: 0.86 حصان/باوند (1.40 كيلو وات/كجم).

## مزيد من القراءة
- Jane's Fighting Aircraft of World War II. London. Studio Editions Ltd, 1998. ISBN 0-517-67964-7